# جائزة كتالونيا الكبرى للدراجات النارية 2005
جائزة كتالونيا الكبرى للدراجات النارية 2005 هو سباق دراجات نارية أقيم بتاريخ 12 يونيو 2005 في حلبة دي كاتلونيا. كان الجولة السادسة من أصل 17 في سباق الجائزة الكبرى للدراجات النارية موسم 2005. فاز الإيطالي فالنتينو روسي بفئة الموتو جي بي بينما جاء الإسباني سيت جيبيرنو في المركز الثاني وحصل على المركز الثالث الإيطالي ماركو ميلاندري.

## وصلات خارجية
- الموقع الرسمي